# Cristilabrum funium
Cristilabrum funium är en snäckart som beskrevs av Alan Solem 1981. Cristilabrum funium ingår i släktet Cristilabrum och familjen Camaenidae. Inga underarter finns listade i Catalogue of Life.